# Дерево Калкина — Уилфа

Дерево Калкина — Уилфа

Дерево Ка́лкина — Уи́лфа (англ. Calkin—Wilf tree) — ориентированное двоичное дерево, в вершинах которого расположены положительные рациональные дроби согласно следующему правилу:
- корень дерева — дробь {\displaystyle {\frac {1}{1}}};
- вершина с дробью {\displaystyle {\frac {m}{n}}} имеет двух потомков: {\displaystyle {\frac {m}{m+n}}} (левый) и {\displaystyle {\frac {m+n}{n}}} (правый).

Дерево описано Нилом Калкином и Гербертом С. Уилфом (2000) в связи с задачей явного пересчёта множества рациональных чисел.

## Свойства дерева Калкина — Уилфа

### Основные свойства
- Все дроби, расположенные в вершинах дерева, несократимы;
- Любая несократимая рациональная дробь встречается в дереве в точности один раз.

### Последовательность Калкина — Уилфа

Обход «в ширину» дерева Калкина — Уилфа (путь обхода показан розовой спиралью)

Из приведенных выше свойств следует, что последовательность положительных рациональных чисел, получаемая в результате обхода «в ширину» (англ. breadth-first traversal) дерева Калкина — Уилфа (называемая также последовательностью Калкина — Уилфа; см. иллюстрацию),
{\displaystyle {\frac {1}{1}},{\frac {1}{2}},{\frac {2}{1}},{\frac {1}{3}},{\frac {3}{2}},{\frac {2}{3}},{\frac {3}{1}},{\frac {1}{4}},{\frac {4}{3}},{\frac {3}{5}},{\frac {5}{2}},{\frac {2}{5}},{\frac {5}{3}},{\frac {3}{4}},\dots }
определяет взаимно однозначное соответствие между множеством натуральных чисел и множеством положительных рациональных чисел.
Данная последовательность может быть задана рекуррентным соотношением
{\displaystyle q_{1}=1;}
{\displaystyle q_{i+1}={\frac {1}{\lfloor q_{i}\rfloor +1-\{q_{i}\}}}={\frac {1}{2\lfloor q_{i}\rfloor -q_{i}+1}},\quad i=1,2,\dots ,}
где {\displaystyle \lfloor x\rfloor } и {\displaystyle \{x\}} обозначают соответственно целую и дробную части числа {\displaystyle x}.
В последовательности Калкина — Уилфа знаменатель каждой дроби равен числителю следующей.

### Функция fusc
В 1976 году Э. Дейкстра определил на множестве натуральных чисел целочисленную функцию fusc(n) следующими рекуррентными соотношениями:
{\displaystyle \operatorname {fusc} (1)=1};
{\displaystyle \operatorname {fusc} (2n)=\operatorname {fusc} (n)};
{\displaystyle \operatorname {fusc} (2n+1)=\operatorname {fusc} (n)+\operatorname {fusc} (n+1)}.
Последовательность значений {\displaystyle \operatorname {fusc} (n),n=1,2,3,\dots } совпадает с последовательностью числителей дробей в последовательности Калкина — Уилфа, то есть последовательностью
1, 1, 2, 1, 3, 2, 3, 1, 4, 3, 5, 2, 5, 3, 4, …
Таким образом (поскольку знаменатель каждой дроби в последовательности Калкина — Уилфа равен числителю следующей), {\displaystyle n}-й член последовательности Калкина — Уилфа равен {\displaystyle \operatorname {fusc} (n)/\operatorname {fusc} (n+1)}, а соответствие
{\displaystyle n\mapsto {\frac {\operatorname {fusc} (n)}{\operatorname {fusc} (n+1)}},\quad n=1,2,3,\dots }
является взаимно однозначным соответствием между множеством натуральных чисел и множеством положительных рациональных чисел.
Функция {\displaystyle \operatorname {fusc} } может быть, помимо указанных выше рекуррентных соотношений, определена следующим образом.
- Значение {\displaystyle \operatorname {fusc} (n+1),n\geqslant 0} равно количеству гипердвоичных (англ. hyperbinary) представлений числа {\displaystyle n}, то есть представлений в виде суммы неотрицательных степеней двойки, где каждая степень {\displaystyle 2^{k}} встречается не более двух раз[6]. Например, число 6 представляется тремя такими способами:

6 = 4 + 2 = 4 + 1 + 1 = 2 + 2 + 1 + 1, поэтому {\displaystyle \operatorname {fusc} (6+1)=3}.
- Значение {\displaystyle \operatorname {fusc} (n+1),n\geqslant 0} равно числу всех нечётных биномиальных коэффициентов вида {\displaystyle {\binom {n-r}{r}}}, где {\displaystyle 0\leqslant 2r<n}[7].

В оригинальной статье Калкина и Уилфа функция {\displaystyle \operatorname {fusc} } не упоминается, но рассматривается целочисленная функция {\displaystyle b(n)}, определённая для {\displaystyle n=0,1,2,\dots }, равная количеству гипердвоичных представлений числа {\displaystyle n}, и доказывается, что соответствие
{\displaystyle n\mapsto {\frac {b(n)}{b(n+1)}},\quad n=0,1,2,\dots }
является взаимно однозначным соответствием между множеством неотрицательных целых чисел и множеством рациональных чисел. Таким образом, для {\displaystyle n=0,1,2,\dots } имеют место соотношения
{\displaystyle b(n)=\operatorname {fusc} (n+1),}
{\displaystyle b(2n+1)=b(n),}
{\displaystyle b(2n+2)=b(n)+b(n+1).}

## Дерево Кеплера и Saltus Gerberti

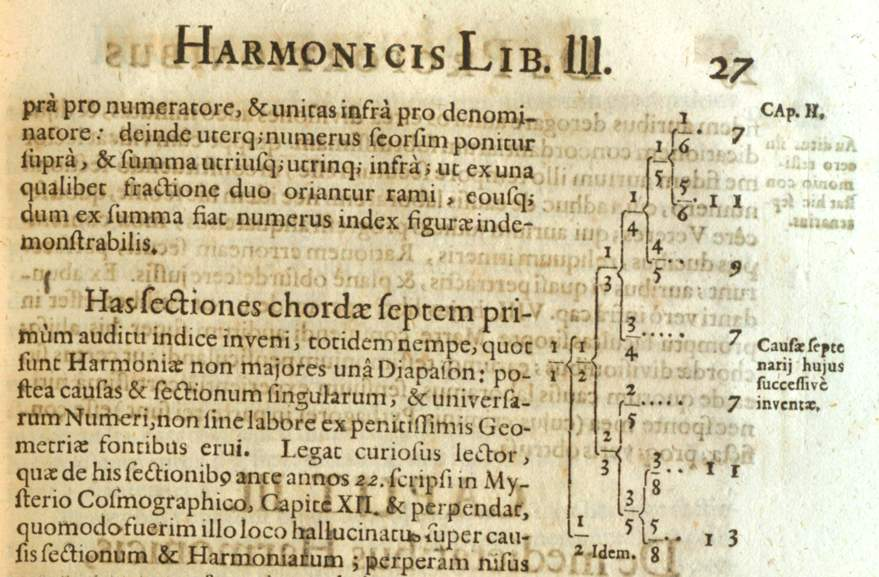
«Гармония мира» И. Кеплера (1619), книга III (фрагмент)